# Franz Sigel
Franz Sigel (Sinsheim, 18 novembre 1824 – New York, 21 agosto 1902) è stato un militare tedesco immigrato negli Stati Uniti.
Insegnante, giornalista e politico, fu un generale dell'Unione nella Guerra civile americana.

## Nella cultura di massa
Sigel compare nel film del 2014 Field of Lost Shoes, diretto da Sean McNamara, rivestendo il ruolo di comandante dell'Unione durante la battaglia di New Market.